# 伊朗七大家族
伊朗七大家族（英語：Seven Great Houses of Iran），也被稱為七大安息帝國氏族，是七個源自安息帝國的封建貴族，他們與薩珊王朝朝廷結盟。
自安息帝國以來，伊朗的七大家族在伊朗政治中一直扮演積極角色，在安息帝國之後的薩珊王朝期間，它們繼續發揮作用。 然而，七個中實際上只有兩個 - 蘇倫家族和卡倫家族 - 在可追溯至安息帝國時期的資料中得到證明。這七個家族宣稱被傳說中的卡亞尼亞王朝國王維斯塔斯帕確認為伊朗的領主。 “可能是[.......]成員捏造自己的家譜，以強調其家族的古老性。” 在薩珊王朝時期，這七個封建家族在宮庭中發揮重要的作用。在荷姆茲四世皇帝統治時期（在位期間約公元579年到590年），著名的軍事指揮官巴赫拉姆六世就來自米黑蘭家族。
七大家族各自主要封地和根據地分別是：
- 戈爾甘的伊斯帕布丹家族（House of Ispahbudhan）[4]
- 東呼羅珊 的瓦拉茲家族（House of Varaz）
- 納哈萬德的卡倫家族（House of Karen）[4]
- 雷伊的米黑蘭家族（House of Mihran）
- 雷伊的斯潘迪雅得家族（House of Spandiyadh）
- 阿杜巴達甘（英语：Adurbadagan）的齊克家族（House of Zik）
- 錫斯坦的蘇倫家族（House of Suren）[4]

## 資料來源
- Lukonin, V. G., , Yarshater, Ehsan  (编),  3.2, London: Cambridge UP: 681–747, 1983
- Yarshater, Ehsan, , , Costa Mesa: Mazda: 592–593, 1997.
- Pourshariati, Parvaneh, , London: I.B. Tauris, 2008.
- Shahbazi, A. Shapur. . : 511–515. 2002  [2020-01-04]. （原始内容存档于2020-11-17）.